# Alawerdi (miasto)
Alawerdi (orm. Ալավերդի) – miasto w północnej Armenii, w prowincji Lorri, nad rzeką Debed (dorzecze Kury).
W mieście znajduje się katedra z pierwszej połowy XI wieku. Liczba mieszkańców w 2022 wynosiła ok. 12 tys. W Alawerdi rozwinął się przemysł chemiczny.